# Kelsi Dahlia

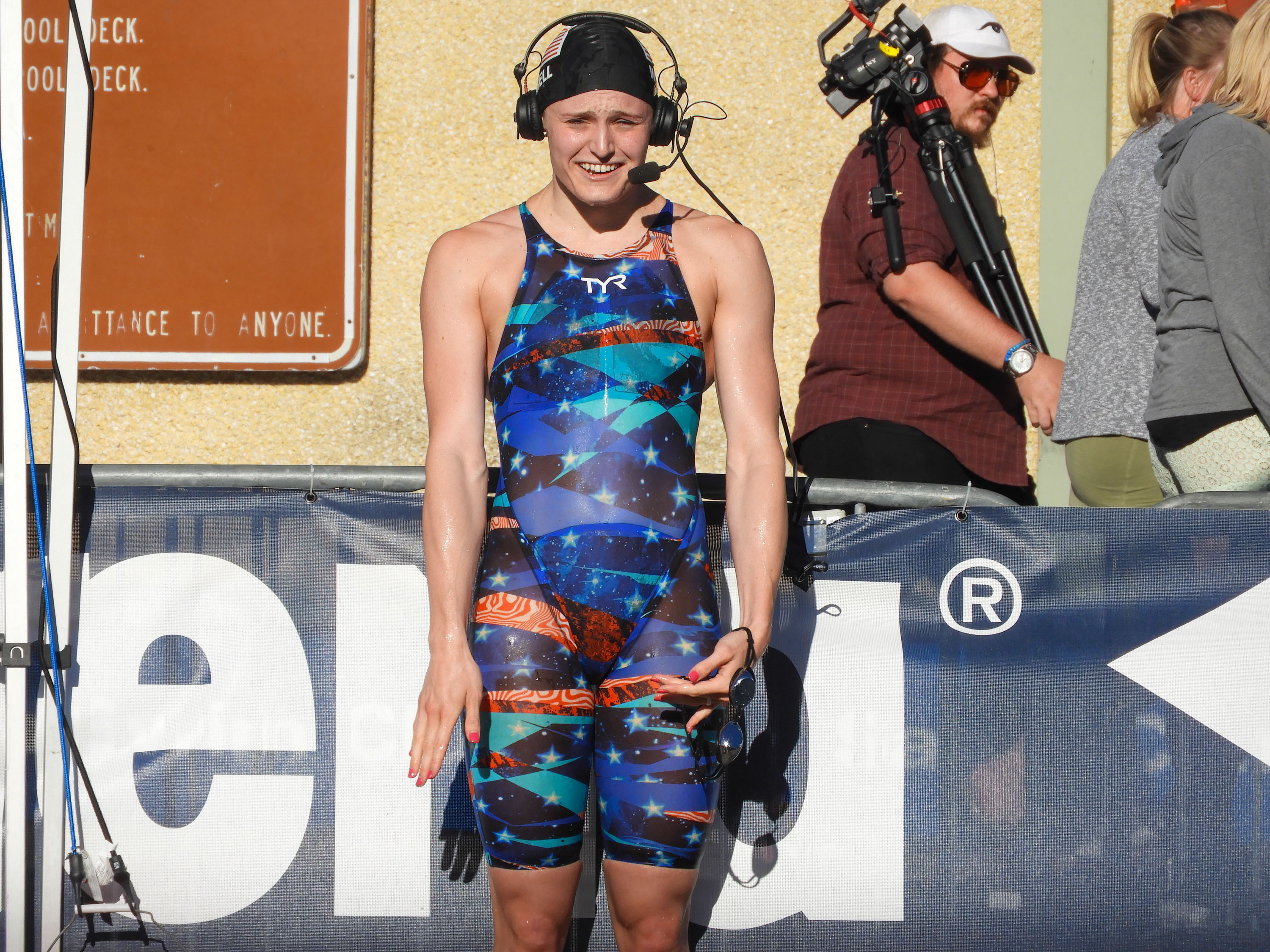

Kelsi Dahlia, (Worell) född 15 juli 1994, är en amerikansk simmare. Vid de olympiska simtävlingarna i Rio de Janeiro 2016 ingick hon i det amerikanska lag som vann guld på 4x100 meter medley. Hon deltog dock endast i försöken men tilldelades medalj eftersom USA senare vann finalen.
Vid VM 2017 simmade Worrell andra sträckan i finalen när USA:s lag blev världsmästare på 4x100 meter frisim. Hon vann också ett individuellt brons på 100 meter fjärilsim vid samma mästerskap.

### Fotnoter
1. ↑  ”Kelsi Worrell”. swimswam.com. swimswam.com. Arkiverad från originalet den 15 april 2017. https://web.archive.org/web/20170415110714/https://swimswam.com/bio/kelsi-worrell/. Läst 25 juli 2017.
2. ↑  Olympic.org - Kelsi Worrell
3. ↑  ”Women's 4x100m Freestyle Budapest 2017”. Arkiverad från originalet den 11 oktober 2018. https://web.archive.org/web/20181011014817/http://www.omegatiming.com/File/Download?id=000111010A0201F704FFFFFFFFFFFF01. Läst 25 juli 2017.
4. ↑  ”Women's 100m Butterfly Budapest 2017”. Arkiverad från originalet den 26 juli 2017. https://web.archive.org/web/20170726123517/http://www.omegatiming.com/file/download/?id=000111010A0204EC04FFFFFFFFFFFF01. Läst 25 juli 2017.